# Puntas del Parao
Puntas del Parao es una localidad uruguaya del departamento de Treinta y Tres.

## Ubicación
La localidad se encuentra situada en la zona norte del departamento de Treinta y Tres, junto a las costas del arroyo del Parao, junto al camino de la cuchilla de Guzanambí (ramal de la Cuchilla Grande).

## Población
De acuerdo al censo de 2011 la localidad contaba con una población de 16 habitantes.
| 49            | 16 |
| (Fuente: INE) |    |